# Джабалія
Джабалія (араб. جباليا) — палестинське місто, розташоване за 4 кілометри (2,5 милі) на північ від міста Газа. Входить до складу провінції Північна Газа, у Секторі Газа. За даними Палестинського центрального статистичного бюро, у 2017 році населення Джабалії становило 172 704 особи. На півночі до міста примикає табір біженців Джабалія. Сусіднє місто Назла є частиною муніципалітету Джабалія.

## Історія
Джабалія була відома своїм родючим ґрунтом і цитрусовими деревами. Мамлюкский губернатор Гази Санджар аль-Джавлі правив цією територією на початку 14 століття і пожертвував частину землі Джабалії для мечеті аль-Шамах, яку він побудував у Газі. До 2014 року в Джабалії також була старовинна мечеть Омарі. Вважалося, що на цьому місці була мечеть з сьомого століття, а її портик і мінарет датувалися 14-м століттям, але Омарі була зруйнована ізраїльськими бомбардуваннями в 2014 році. Портик складається з трьох аркад, які тримаються на чотирьох кам'яних колонах. Аркади мають стрілчасті арки, а портик перекритий перехресними склепіннями.
10 травня 2021 року семеро людей в місті було вбито ракетою ХАМАС, яку запускали в Ізраїль.